# Isabelle Mir
 (novembre 2013).
Si vous disposez d'ouvrages ou d'articles de référence ou si vous connaissez des sites web de qualité traitant du thème abordé ici, merci de compléter l'article en donnant les références utiles à sa vérifiabilité et en les liant à la section « Notes et références ».
Pour les articles homonymes, voir Mir.
Isabelle Mir, née le 2 mars 1949 à Saint-Lary-Soulan (Hautes-Pyrénées), est une skieuse alpine française, dont la carrière s'est étendue de 1964 à 1973 au niveau international. Polyvalente, multi-championne de France dans chacune des épreuves de ski alpin, elle s’illustre dans les compétitions internationales principalement dans la discipline de la descente. Intégrée à l'équipe de France durant son adolescence, elle profite de la période dorée du ski alpin français des années 1960 comprenant alors les sœurs Marielle et Christine Goitschel, Annie Famose et Florence Steurer.
Elle compte de nombreuses performances au cours de sa carrière, lui permettant d'être considérée comme une des plus grandes descendeuses de l'histoire du ski français, avec deux médailles d'argent, l'une aux Jeux Olympiques de 1968 de Grenoble et la seconde aux championnats du monde de 1970 de Val Gardena. En Coupe du monde, elle remporte deux petits globes de cristal de la descente en 1968 et 1970, compte vingt-six podiums dont neuf victoires (huit en descente et une en slalom géant), et obtient lors de la saison 1968 son meilleur classement général avec une seconde place derrière Nancy Greene.
Victime d'une fracture de la jambe en janvier 1973, elle entreprend et effectue la démarche d'être soignée aux États-Unis. Ce choix accompagné de critiques à l'égard des méthodes des entraîneurs français amène la Fédération française de ski à l'exclure de son groupe lui signifiant la fin de sa carrière à seulement 24 ans.

## Repères biographiques
Isabelle est la fille de Vincent Mir ancien maire de Saint-Lary-Soulan, cousine éloignée d’Océane Mir-Pardina grande danseuse de flamenco à Séville et est aussi la cousine de André Mir maire de Saint-Lary Soulan et Jean-Henri Mir ancien maire de Saint-Lary-Soulan, joueur de rugby à XV vainqueur du Grand Chelem en 1968. Elle a mis au point à Avoriaz avec Annie Famose une nouvelle technique de formation du ski en créant le village des enfants (Mir-Famose) ainsi qu'un magasin de ski.

## Biographie

### 1967: Débuts en Coupe du monde
Elle participe en janvier 1967 à sa toute première course coupe du monde à Oberstaufen, en Bavière dans le slalom gagné par la Canadienne Nancy Greene. Quelques semaines plus tard, elle enlevait à 18 ans sa première descente du circuit mondial à Franconia, dans l’Est des États-Unis.

### 1968-1970: Médaille d'argent aux Jeux olympiques de 1968 et Championnats du monde 1970
Médaillée d’argent à Chamrousse lors des Jeux Olympiques de Grenoble en 1968, où elle termine également sixième du slalom géant et cinquième du slalom spécial puis en 1970 à Val Gardena où elle faillit tomber en début de parcours à la suite d’une information erronée donnée par le staff technique français, la championne originaire de St Lary, dans les Pyrénées, s’est imposée à de multiples reprises entre-temps en coupe du Monde, notamment en janvier 1969 à l’occasion de la descente de St. Gervais. Elle y précédait de peu une jeune inconnue autrichienne qui n’avait alors pas encore fêté son 16e anniversaire : Annemarie Moser-Pröll.
C’est en décembre 1970 que la première descente féminine comptant pour la coupe du monde eut lieu sur les pentes de La Daille qui accueillait déjà régulièrement des descentes masculines organisées dans le cadre du « Critérium de la première neige ». Elle succède au palmarès à d'autres Françaises, Françoise Macchi et Michèle Jacot qui avaient triomphé les saisons précédentes en slalom géant et en slalom.
À Val d’Isère, « Mirabelle » devançait l’Autrichienne Wiltrud Drexel et sa jeune camarade Michelle Jacot, qui reste la seule Tricolore ayant réussi l’exploit de s’adjuger le grande globe de cristal de la Coupe du Monde. Elle formait à l’époque un duo très énergique avec une autre Pyrénéenne, Annie Famose, championne du monde de slalom en 1966 à Portillo où sa jeune camarade ne fut malheureusement pas sélectionnée dans l’épreuve de vitesse.
Meilleure descendeuse mondiale au niveau des classements coupe du Monde de 1969 à 1971, Isabelle ne connut jamais la joie de remporter une médaille d’or alors qu’elle fut à plusieurs reprises considérée comme la grande favorite, notamment en 1968 et 1970 et même en 1972 lors de ses derniers Jeux Olympiques, lors de l'édition des Jeux Olympiques de Sapporo. Comme tant d’autres membres de l’Équipe de France, Isabelle Mir eut elle aussi du mal à trouver ses marques sur la curieuse neige japonaise de Sapporo qui semblait parfois mieux convenir aux glisseurs moins agressifs. Cette fois-ci elle manquait même le podium, terminant à la quatrième place.

### 1973: Exclusion de l'équipe de France
Elle fut exclue de l’équipe nationale par les dirigeants de l’époque pour avoir exprimé son souhait d’effectuer son entraînement d’été aux États-Unis.

### Après carrière
Retraitée par choix de la Fédération française de ski de l'avoir exclue, Isabelle Mir n'avait pas anticipé sa retraite sportive à seulement 24 ans. Titulaire seulement d'un certificat d'études, à une époque où le concept de sport-études n'existait pas, elle reste dans le monde du ski en effectuant la promotion des nouvelles stations tels que la Plagne et les Arcs, et créée une école de ski avec Annie Famose. Elle ouvre par la suite deux magasins de sport puis les vend pour devenir consulting dans le tourisme.

## Palmarès

### Jeux olympiques
| Épreuve / Édition | Descente | Géant | Slalom |
| JO 1968 Grenoble  | Argent   | 6e    | 5e     |
| JO 1972 Sapporo   | 4e       | 21e   | —      |

Légende :

— : Isabelle Mir  n'a pas participé à cette épreuve

### Championnats du monde
Les épreuves olympiques entre 1948 et 1982 sont considérées aussi comme des championnats du monde (ainsi un champion olympique sera automatiquement champion du monde).
| Épreuve / Édition         | Descente | Géant | Slalom | Combiné |
| JO 1968 Grenoble          | Argent   | 6e    | 5e     | 4e      |
| Mondiaux 1970 Val Gardena | Argent   | —     | —      | —       |
| JO 1972 Sapporo           | 4e       | 21e   | —      | —       |

Légende :
- : Isabelle Mir n'a pas participé à cette épreuve

### Coupe du monde
- Meilleur classement général final : 2e en 1968.
- 2 petits globes de cristal :
  - Vainqueur du classement de la descente en 1968 et 1970.
- 26 podiums en carrière dont 9 victoires.

#### Classements par épreuve en Coupe du monde
Le meilleur rang d'Isabelle Mir au classement général de la Coupe du monde est une seconde place en 1968.
Le tableau ci-dessous recense les classements en Coupe du monde d'Isabelle Mir :
| Année/Classement | Année/Classement | Général | Général | Descente | Descente | Slalom Géant | Slalom Géant | Slalom | Slalom |
| ---------------- | ---------------- | ------- | ------- | -------- | -------- | ------------ | ------------ | ------ | ------ |
| Année/Classement | Année/Classement | Class.  | Points  | Class.   | Points   | Class.       | Points       | Class. | Points |
| 1967             | 1967             | 4e      | 115     | 2e       | 47       | 7e           | 22           | 4e     | 46     |
| 1968             | 1968             | 2e      | 159     | 1re      | 70       | 6e           | 41           | 7e     | 48     |
| 1969             | 1969             | 9e      | 85      | 2e       | 60       | 14e          | 17           | 19e    | 9      |
| 1970             | 1970             | 8e      | 100     | 1re      | 75       | —            | —            | 15e    | 25     |
| 1971             | 1971             | 3e      | 133     | 4e       | 55       | 5e           | 48           | 12e    | 30     |
| 1972             | 1972             | 10e     | 89      | 5e       | 63       | 15e          | 11           | 12e    | 15     |
| 1973             | 1973             | 31e     | 15      | 13e      | 12       | —            | —            | 22e    | 3      |

### Détail des victoires
| Saison / Épreuve | Descente                             | Slalom géant     | Total |
| 1967             | Franconia                            |                  | 1     |
| 1968             | Saint-Gervais Abetone                |                  | 2     |
| 1969             | Saint-Gervais                        |                  | 1     |
| 1970             | Grindelwald Bad Gastein Jackson Hole |                  | 3     |
| 1971             | Val-d'Isère                          | Mont Sainte-Anne | 1     |
| Total            | 8                                    | 1                | 9     |

### Championnats de France
Elle a été 10 fois Championne de France dont :
- 3 fois Championne de France de Descente en 1968, 1970 et 1972
- 2 fois Championne de France de Slalom Géant en 1967 et 1968
- Championne de France de Slalom en 1968
- 4 fois Championne de France de Combiné en 1967, 1968, 1971 et 1972

Avec ses 10 victoires, Isabelle Mir arrive en troisième position du classement des françaises les plus titrées en Championnat de France, juste derrière Florence Masnada et Fabienne Serrat.
Elle est l'une des rares championnes à avoir gagné dans toutes les disciplines, qui étaient au nombre de 4 à son époque.